# Sukarrieta
Sukarrieta är en kommun i Spanien. Den ligger i Biscayaprovinsen i den autonoma regionen Baskien i norra delen av landet, 300 km norr om huvudstaden Madrid. Antalet invånare är 353 (2024). Arean är 1,91 kvadratkilometer.